# Amponville
 Amponville  es una comuna y población de Francia, en la región de Isla de Francia, departamento de Sena y Marne, en el distrito de Fontainebleau y cantón de La Chapelle-la-Reine. No está integrada en ninguna Communauté de communes u organismo similar.

## Demografía
| 263 | 246 | 219 | 242 | 271 | 301 |
| Para los censos de 1962 a 1999 la población legal corresponde a la población sin duplicidades (Fuente: INSEE [Consultar]) |     |     |     |     |     |